# Чемпіонат Болгарії з футболу 1930
Державний чемпіонат Болгарії 1930 — 6-й сезон найвищого рівня футбольних змагань Болгарії. Чемпіоном вдруге стала Славія.

## Перший раунд
| Команда 1             | Рахунок | Команда 2           |
| --------------------- | ------- | ------------------- |
| Владислав (Варна)     | 7:1     | Слава (Ямбол)       |
| Раковскі (Русе)       | 0:6     | Хан Омуртаг (Шумен) |
| Кракра (Перник)       | 0:4     | Славія (Софія)      |
| Етир (Велико-Тирново) | 6:2     | Вікторія 23 (Видин) |

## Другий раунд
| Команда 1         | Рахунок | Команда 2             |
| ----------------- | ------- | --------------------- |
| Владислав (Варна) | 4:2     | Хан Омуртаг (Шумен)   |
| Славія (Софія)    | 4:2     | Етир (Велико-Тирново) |

## Третій раунд
Клуб Владислав (Варна) пройшов до фіналу після жеребкування.
| Команда 1      | Рахунок | Команда 2 |
| -------------- | ------- | --------- |
| Славія (Софія) | 2:1 дч  | Ботев     |

## Фінал
| Команда 1      | Рахунок | Команда 2         |
| -------------- | ------- | ----------------- |
| 3 жовтня 1930  |         |                   |
| Славія (Софія) | 4:1     | Владислав (Варна) |